# Fernando Tererê
Fernando Augusto da Silva, o Fernando Tererê, (Rio de Janeiro, 15 de novembro de 1979) é um lutador de jiu-jítsu brasileiro, faixa-preta graduado por Alexandre Paiva da equipe Alliance e é bicampeão mundial da faixa-preta (2000 e 2003).
Ele também ganhou uma série de campeonatos de jiu-jítsu, inclusive Campeonato Pan-americano, Campeonato Sul-americano, Copa do Mundo e Campeão Brasileiro Peso e Absoluto. Tererê venceu o campeonato mundial de jiu-jítsu em sua categoria de peso em todas as faixas desde a faixa azul até a preta.
Tererê é considerado um dos mais influentes e admirados lutadores de jiu-jítsu, principalmente pelo seu estilo ativo e agressivo em combate.

## Primeiros anos
Nascido na favela do Cantagalo, Tererê começou na capoeira, mas aos 14 anos foi convidado por Otávio Couto para treinar jiu-jitsu em sua academia recém aberta no bairro do Leblon. Na academia, o professor Otávio e outros técnicos como Fernando Paiva e Roberto Traven ficaram impressionados com a habilidade e capacidade de aprendizado do garoto.

## Carreira
Sua primeira grande vitória foi em 1994, quando ganhou o campeonato brasileiro. Em 1997 ele venceu o mundial na faixa-azul. Em 1998, Tererê já como um faixa-roxa, venceu novamente o mundial em seu peso e na categoria absoluto.
Um ano depois, Tererê recebeu a faixa-marrom do professor Paiva e ganhou no mundial em sua categoria de peso, batendo o futuro campeão de 2000 e campeão dos leves do UFC, BJ Penn, nas semifinais [1].
Algum tempo depois da competição, o professor Fabio Gurgel convidou Tererê para ir a São Paulo treinar com ele. Antes de sair, Tererê recebeu a faixa-preta do professor Alexandre Paiva. No ano seguinte, Tererê venceu o mundial no peso médio, pela primeira vez na faixa-preta. Com essa conquista, ele se tornou campeão mundial no peso médio da faixa azul à faixa preta (1997 a 2000). Ele foi campeão mundial novamente em 2003.
Apesar de ser bem leve na época (pesava cerca de 75 kg), Tererê competiu no campeonato de 2004 na categoria ultra-pesado (acima de 100& kg) terminando em segundo, perdendo apenas para Fabrício Werdum na final por pontos.

## Títulos
Campeonato Mundial
- 1997 Faixa Azul: Campeão
- 1998 Faixa Roxa: Campeão
- 1999 Faixa Marrom: Campeão
- 2000 Faixa Preta: Campeão
- 2003 Faixa Preta: Campeão

Copa do Mundo
- 2002 Faixa Preta: Campeão
- 2003 Faixa Preta: Campeão

Campeonato Brasileiro
- 1994 Faixa Azul: Campeão
- 1996 Faixa Azul: Campeão
- 1999 Faixa Marrom: Campeão
- 2001 Faixa Preta: Campeão
- 2003 Faixa Preta: Campeão